# CT Piauí (D-31)
El CT Piauí (D-31), originalmente bautizado USS Lewis Hancock (DD-675), fue un destructor clase Fletcher que sirvió en la Armada de los Estados Unidos y en la Marina de Brasil.
El buque fue construido por Federal Shipbuilding and Drydock Company en Kearny, Nueva Jersey. La quilla fue puesta el 31 de marzo de 1943 y el casco fue botado el 1 de agosto del mismo año. El 29 de septiembre, fue comisionado en la Armada de los Estados Unidos. Esta unidad clase Fletcher tenía una eslora de 114,8 m, una manga de 12 m y un calado de 5,5 m, con un desplazamiento de 2000 t. La velocidad máxima del barco era de algo más de 30 nudos.
El armamento consistía en cinco cañones del calibre 127 mm, distribuidos en cinco torres MK-30 y 10 cañones Bofors 40 mm y cinco tubos lanzatorpedos del calibre 533 mm.
Estados Unidos dio de baja al Lewis Hancock el 18 de diciembre de 1967 y lo transfirió en arriendo a Brasil el 2 de agosto siguiente.